# حمض الأيوتروكسيك
حمض الأيوتروكسيك أو حمض اليوتروكسيك ويُسمى أيضًا أيوتروكسيت الميغلومين (الاسم التجاري البيليسكوبين) هو مُركب يستخدم كوسطٍ مُغاير يكشف الفروق عند مقابلة شيئين خلال الأشعة السينية. ويستخدم على وجه التحديد أثناء الفحوصات الخاصّة بالمرارة والقناة الصفرواية. يعطى عن طريق الحقن البطيء في الوريد.
تُعدّ الآثاره الجانبية غير شائعة الحدوث،  القيء واحمرار الجلد والصداع والحكة وانخفاض ضغط الدم. وتشمل الآثاره الجانبية نادرة الحدوث، النوبات والحساسية. يُمنع استخدامه من قبل الأشخاص الذين يعانون من حساسية تجاه اليود؛ حمض الأيوتروكسيك يعتبر وسط مغاير يحتوي على اليود من النوع ثنائي المركب (يحتوي المركب على جزيئين متشابهين من اليود).
صُنع حمض الأيوتروكسيك لأول مرة عام 1976. وهو مُدرَج على قائمة منظمة الصحة العالمية للأدوية الأساسية؛ التي تعدّ الأكثر فاعلية وأمان من بين الأدوية المستخدمة في النظام الصحيّ. نادرًا ما يُستخدم في العالم المتقدم نظرًا لتوافر تصوير البنكرياس والأقنية الصفراوية بالرنين المغناطيسي (MRCP).

## الروابط الخارجية
- "حمض أيوتروكسيك". بوابة معلومات الأدوية. المكتبة الوطنية الأمريكية للطب. مؤرشف من الأصل في 2020-11-27.